# Auyuittuq-Nationalpark
Der Auyuittuq-Nationalpark (englisch Auyuittuq National Park of Canada, französisch Parc national du Canada Auyuittuq, Inuktitut ᐊᐅᔪᐃᑦᑐᖅ ᒥᕐᖑᐃᓯᕐᕕᒃ ᑲᓇᑕᒥ) liegt auf der Cumberland-Halbinsel im Südostteil der Baffin-Insel und ist mit rund 20.500 Quadratkilometern der fünftgrößte der mehr als 40 Nationalparks in Kanada. Die gesetzlichen Voraussetzungen für die stufenweise Entwicklung des Nationalparks wurden im Jahr 1972 geschaffen und der Park 1976 eröffnet; der endgültige Status als Nationalpark des Territoriums Nunavut (Kanada) wurde in der kanadischen Nationalpark-Verordnung vom 19. Februar 2001 festgeschrieben. Bei dem Park handelt es sich um ein Schutzgebiet der IUCN-Kategorie II (Nationalpark), welcher von Parks Canada, einer Crown Agency (Bundesbehörde), verwaltet wird.

## Geologie

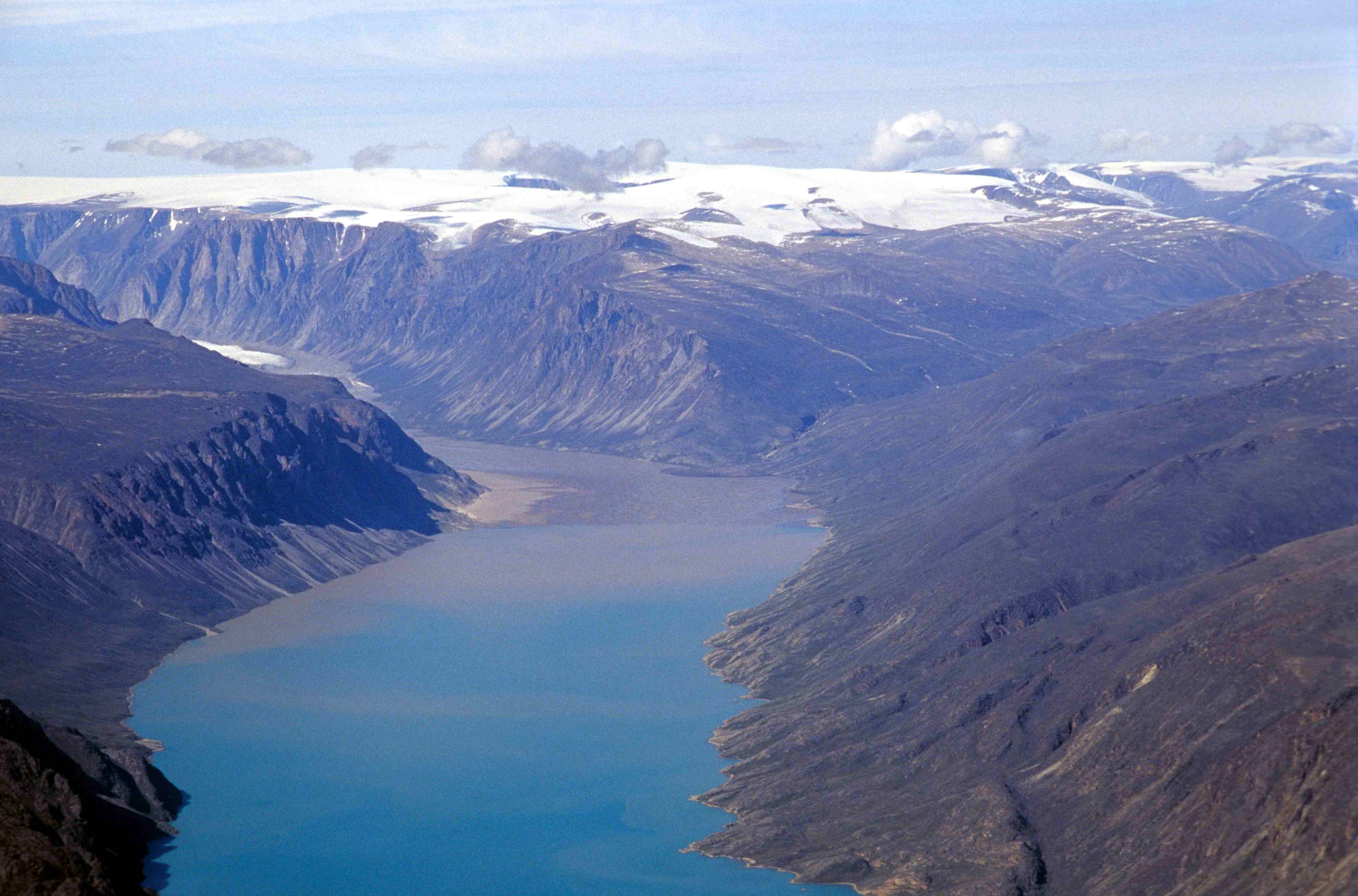
Nord-Pangnirtung-Fjord und Mündungsdelta des Owl River

Geologisch ist der Auyuittuq-Nationalpark von Zeugnissen eines 3 Milliarden Jahre zurückliegenden Abschnitts der Erdgeschichte geprägt – von einer zerklüfteten Urgesteinslandschaft aus präkambrischem Kanadischem Schild, zum Teil über 2.000 Meter senkrecht aufsteigenden, oft mit charakteristischen tafelförmigen Gipfeln gekrönten Granitfelswänden und weiten Trogtälern. Einst war dieses Urgestein von ozeanischem Felssediment bedeckt, doch hat der Laurentide-Eisschild bei seinem Rückzug vor rund 10.000 Jahren die Sedimente mitgerissen und die Granitfelsen erodiert.
Drei Seen des Nationalparks – Crater Lake, Summit Lake und Windy Lake – entstanden erst vor rund 100 Jahren, als sich beim Rückzug von Gletschern aus Schotter- und Geröllbergen natürliche Dämme bildeten, die das Schmelzwasser stauten.

## Geografie
Der Auyuittuq-Nationalpark erstreckt sich in seinem südlichen Teil zwischen den beiden Inuit-Siedlungen Pangnirtung (Panniqtuuq) und Qikiqtarjuaq vom Polarkreis etwa 125 Kilometer nach Nordosten. Nach Norden reicht er vom Polarkreis (66° 33’ 30’’ n. Br.) rund 220 Kilometer bis zur Home Bay. Seine Fläche beträgt rund 20.500 Quadratkilometer und ist zu einem Viertel von der schwer zugänglichen Penny-Eiskappe („Penny Ice Cap“) bedeckt. Dieses stellenweise 2.100 Meter hohe Gletschergebiet hat eine Eisdicke von bis zu 300 Metern und ist ein Relikt des Laurentide-Eisschilds, also eiszeitlicher Vergletscherung. Da die Eiskappe dem Land seit Jahrtausenden zu allen Jahreszeiten sein Gepräge gibt, nannten die Inuit es „Auyuittuq“, „Land, das nie schmilzt“.

### Akshayuk-Pass

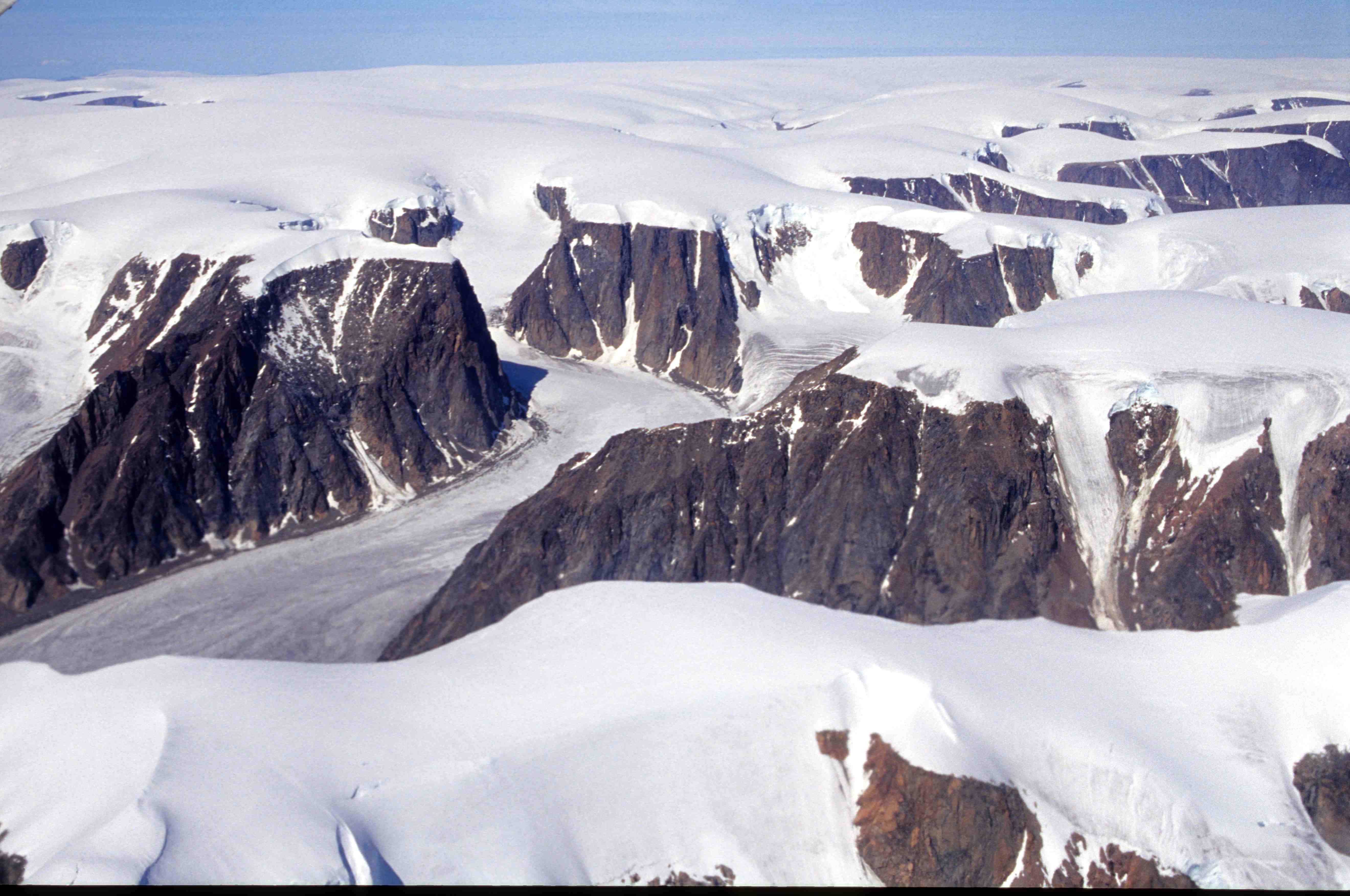
Auyuittuq-Nationalpark: Penny-Eiskappe

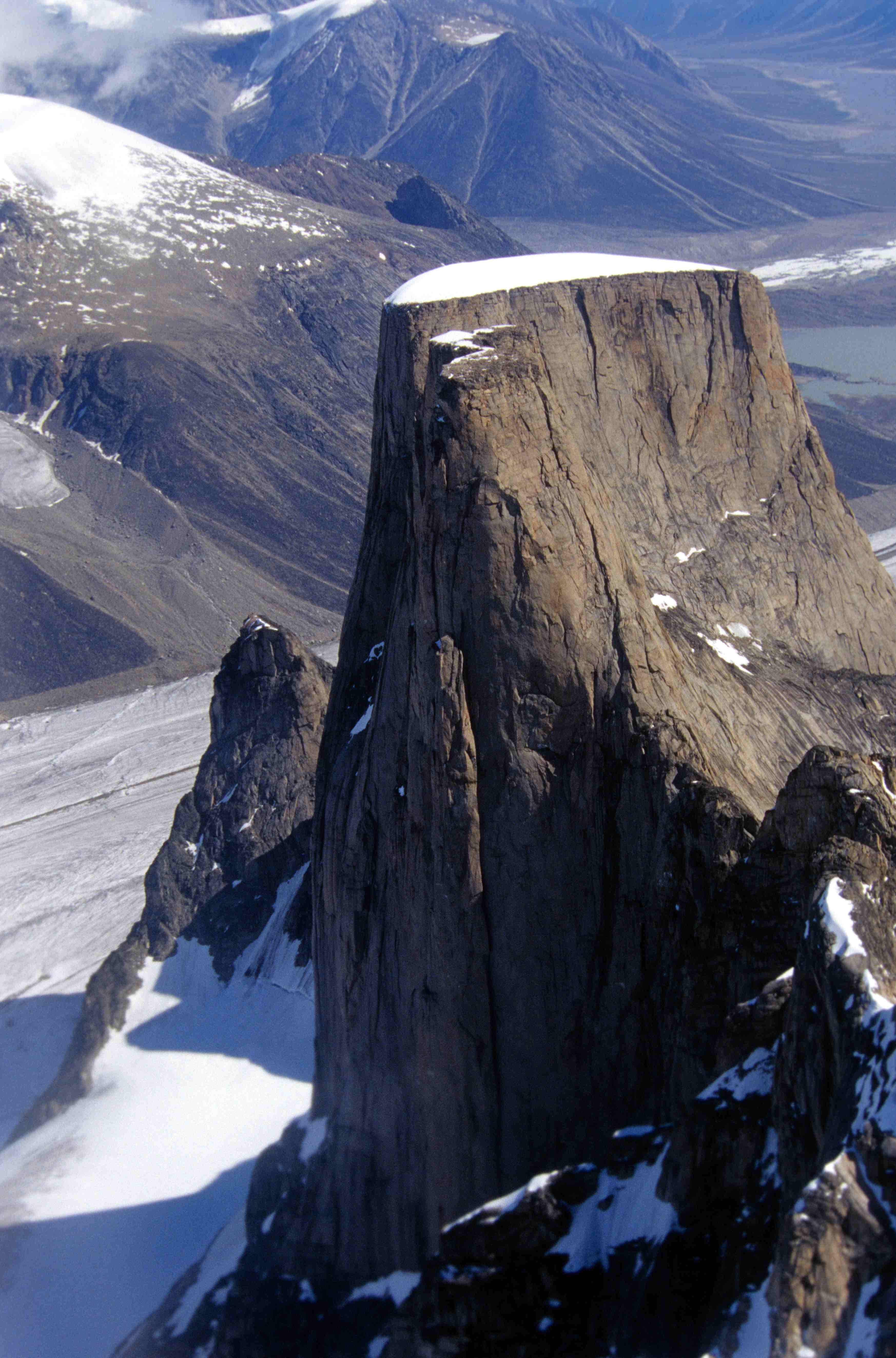
Doppelspitze des Mount Asgard, darunter der Parade-Gletscher

Im südöstlichen Teil des Nationalparks verläuft ein glaziales trogförmiges Tal quer über die Cumberland-Halbinsel, der Akshayuk-Pass (früher „Pangnirtung-Pass“), über dem zahlreiche, mit Geröll übersäte Gletscherzungen steil bergab hängen. Der sich im Südosten der Penny-Eiskappe unterhalb der Gletscherzone fast 100 Kilometer lang erstreckende, zur Durchquerung des Parks genutzte Pfad verbindet die Davisstraße mit dem Cumberland-Sund.
Auf der knapp 500 Meter ü. d. M. gelegenen Akshayuk-Passhöhe (66° 38′ N; 65° 10′ W) liegt der etwa neun Kilometer lange und bis 1,5 Kilometer breite Summit Lake, Auffangbecken von Gletscherwassern mit im Sommer leuchtend blaugrüner, oft noch teilweise von schwimmendem Eis bedeckter Oberfläche (seine Färbung entsteht durch Lichtbrechungen in dem mit Sediment beladenen Schmelzwasser). Die Gletscherwasser des Sees fließen im Nordosten über den Owl River, im Südwesten über den Weasel River in den Arktischen Ozean.
Nördlich des Summit Lake ragt die charakteristische zweizylindrige Turmsilhouette des Mount Asgard aus sie umgebenden Gletschern 2.015 Meter in die Höhe.
Der Summit Lake geht an seinem Nordostende unmittelbar in den fast fünf Kilometer langen und bis knapp zwei Kilometer breiten Glacier Lake über. Dessen Gletscherwasser speisen den Owl River, der von hier aus nordwärts fließt und sich nach etwa 45 Kilometern am Nordeingang zum Akshayuk-Pass mit einem über zwei Kilometer breiten Delta in den Nord-Pangnirtung-Fjord ergießt. Das gehäufte Vorkommen von Schneeeulen in an Lemmingen reichen Jahren hat dem Fluss seinen Namen gegeben; Tourengänger besuchen diese Seite des Passes jedoch weniger oft als seine Südseite, weshalb das Tal sich durch noch größere Einsamkeit auszeichnet.
Dem Südwesten des Summit Lake entströmt der Weasel River; er fließt durch eine großartige Gebirgslandschaft in den rund 35 Kilometer entfernten Pangnirtung-Fjord, einem Seitenarm des Cumberland-Sunds. Flussabwärts zeigen sich tief eingeschnittene Seitentäler mit Gletschern und aufgeworfenen Endmoränen. Darüber erheben sich vielfältig gefärbte Felswände, überschneite Gebirgskämme und senkrecht zum Himmel zeigende Berggipfel, fast alle nach altgermanischen Göttern benannt. Auf der Südseite des Weasel River ragt nach etwa neun Kilometern der 1.675 Meter hohe Mount Thor fast senkrecht über das Flusstal; er ist eines der höchsten Kliffs der Welt (rund 1.000 Meter Kliffhöhe). Sechs Kilometer weiter flussabwärts liegt auf der Nordseite der kleine Windy Lake, und nach weiteren drei Kilometern sind das Qijuttaaqanngittuq-Tal mit seinen beiden Seen und die 660 Meter in die Tiefe stürzende Schwartzenbach-Wasserfälle sichtbar. Auf der anderen Seite des Flusses hält der Bear’s Paw Glacier („Bärentatzen-Gletscher“) die Tirokwa-Spitze umklammert. Nochmals drei Kilometer flussabwärts ergießt sich der kreisrunde, blaugrüne Crater Lake in den Weasel River. Nach zusätzlichen zwölf Kilometern weitet sich der trogförmige Talgrund, und der Weasel River erreicht den Pangnirtung Fiord, der dort einen Tidenhub von zehn Metern besitzt. Hier liegt der südliche Zugang zum Akshajuk-Pass mit dem 1.490 Meter hohen Mount Overlord als imposanter Landmarke.

## Klimatische Verhältnisse

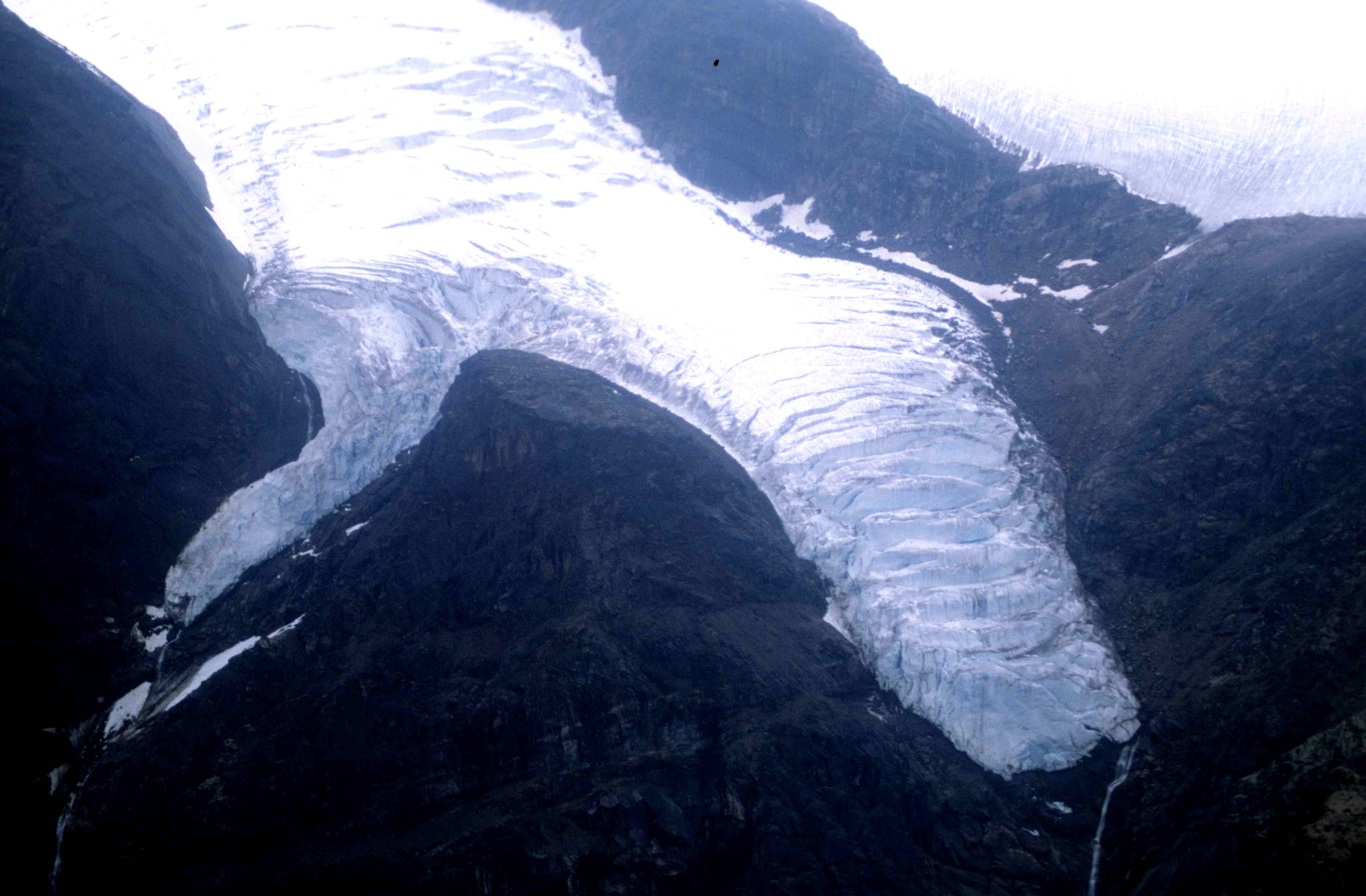
Bear’s Paw-Gletscher an der Tirokwa-Spitze

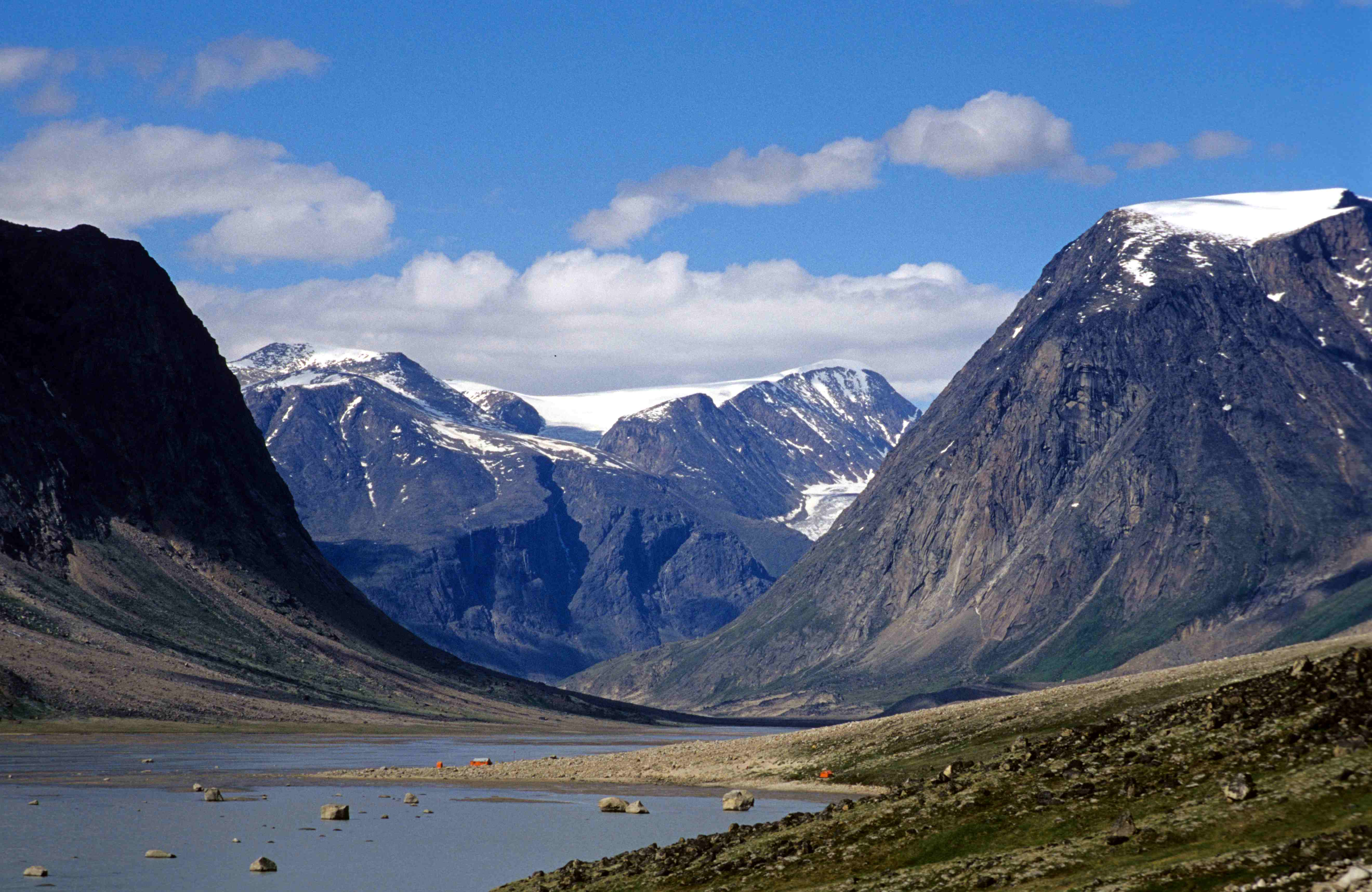
Südzugang zum Auyuittuq-Nationalpark im Mündungsgebiet des Weasel River in den Pangirtung-Fjord unter dem Mount Overlord

Auf der Cumberland-Halbinsel herrscht polares Meeresklima, was lange, kalte Winter und kurze, kühle Sommer bedeutet. Der wärmste Monat ist der Juli mit durchschnittlichen Höchsttemperaturen von 10 °C. Der Januar als kältester Monat hat durchschnittliche Höchsttemperaturen von etwa −23 °C. Die Niederschläge sind sehr gering, obwohl der Spätsommer wolkenreich ist. Wetterwechsel erfolgen plötzlich und ohne Vorwarnung. Durch das trogförmige Tal des Akshayuk-Passes weht meist eine verhältnismäßig starke Brise.

## Geschichte
Die Geschichte des Parks reicht bis in die Zeit der Prä-Dorset-Kultur vor etwa 4.000 Jahren zurück. Auch Vorfahren der heutigen Inuit, Menschen der Thule-Kultur, kamen um etwa 1200 in die Region und hinterließen Steinwälle als Relikte ihrer Behausungen. Zudem gibt es Hinweise darauf, dass diese Menschen zwischen dem 13. Jahrhundert und 15. Jahrhundert mit Wikingern Handel trieben, die von Grönland zu den Küsten der Baffin-Insel übergesetzt waren.
1585 erforschte John Davis die Baffin-Insel und kartierte erstmals auch die Cumberland-Halbinsel. Obwohl die Inuit schon im 17. Jahrhundert erste Kontakte zu europäischen Walfängern und Pelzhändlern hatten, kam es erst im 19. Jahrhundert zu dramatischen Veränderungen, als Engländer und Schotten im Zuge kommerziellen Walfangs die Inuit mit Alkohol und vor allem mit Krankheiten in Berührung brachten, gegen die sie keine Immunabwehr besaßen. So vermerkte 1858 der Forscher William Penny, nach dem die Eiskappe benannt ist, dass die Inuit-Bevölkerung der Südbaffin-Region innerhalb einer Dekade von etwa 1.000 auf 350 Menschen geschrumpft sei.
Im Jahr 1977 wurde in der Nähe des Mount Asgard an den Hängen der Eiskappe der Stunt gedreht, bei dem ein Double von Roger Moore als James Bond 007 in „Der Spion, der mich liebte“ („The Spy Who Loved Me“) mit Skiern an einem Fallschirm eine Bergkuppe überspringt.

## Flora

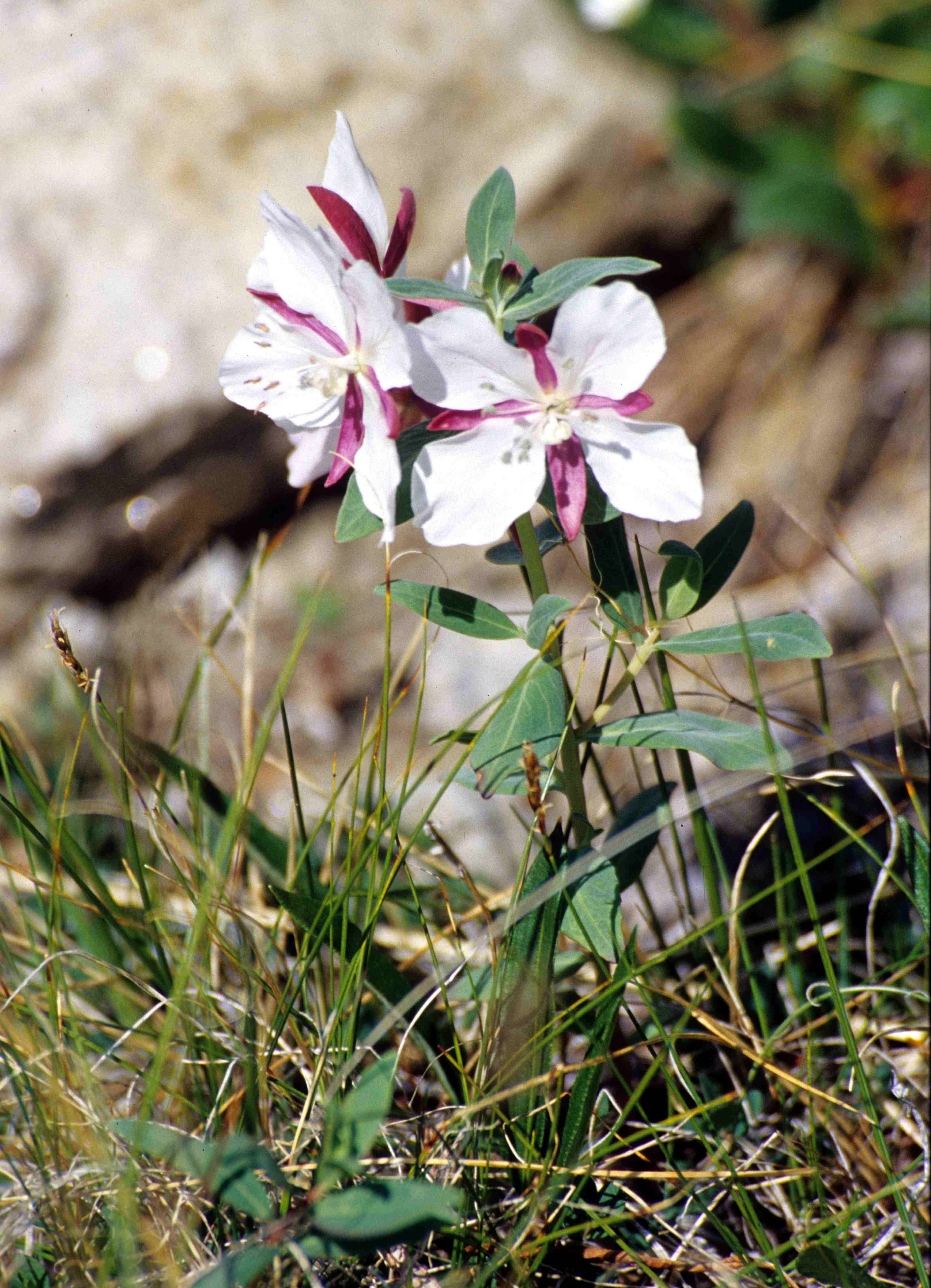
Weißblütiges Zwerg-Weidenröschen

Auf Endmoränen, Seitenmoränen, Eskern und anderen Gletschergründen haben sich im Laufe der Zeit Bodenkrumen gebildet, und so finden sich in geschützten, eisfreien Zonen nicht nur Flechten und Moose, sondern auch Pflanzenkissen von Stängellosem Leimkraut, einigen Steinbrechgewächsen, Arktischer Mohn und Silberwurz. In vom Wind verwehten Sandecken finden Grasbüschel und niedrige Sträucher wie Zwergbirken, Weidengewächse und Heidekrautgewächse ihr Auskommen. An den mit den üblichen Tundraböden versehenen Buchten der Fjorde und entlang der Küstenlinie der Davisstraße gedeiht fast die gesamte Arktische Flora und zuweilen sogar die eine oder andere seltene Pflanzenart wie etwa eine weiß blühende Unterart des Zwerg-Weidenröschens. Insgesamt wurden bislang 112 höhere Blütenpflanzenarten, 129 Moosarten und 97 verschiedene Flechten im Auyuittuq-Nationalpark katalogisiert.

## Fauna

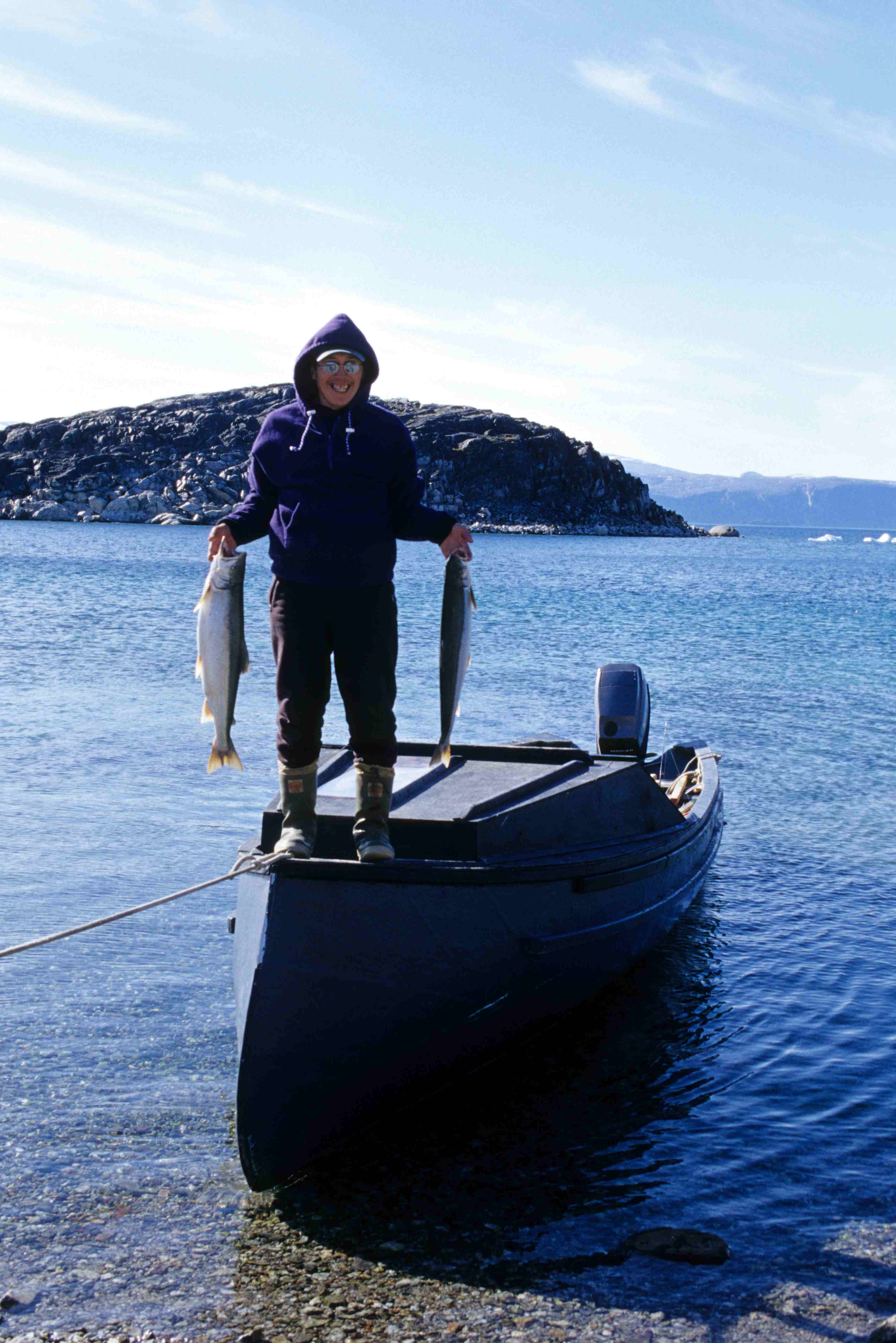
Nedlukseak-Fjord: Seesaibling-Fang

Die karge Vegetation im Inneren des Parks begrenzt die Zahl der im Auyuittuq-Nationalpark vorkommenden Arten von Land-Säugetieren und auch ihre Populationsdichte. So findet man hier Lemminge, Schneehasen, Polarhasen, Hermeline, Wiesel, Erdhörnchen (Ziesel), Rotfüchse, Polarfüchse, Barrenland-Karibus (sehr selten).
Zwischen Juni und August wurden bislang insgesamt 28 regulär hier vorkommende Vogelarten beobachtet, darunter Greifvögel wie Gerfalken und Wanderfalken, Wasservögel wie Eismöwen, Eiderenten und Kanadagänse, außerdem auch Schneehühner, Schneeeulen, Spornammern, Schneeammern und Wasser-Pieper.
Die Küstengewässer des Nationalparks sind reich an Meeressäugern. Hier kommen Bartrobben, Ringelrobben, Sattelrobben und Walrosse, Grönlandwale, Narwale und Weißwale und nicht zuletzt – vor allem im Spätsommer – Eisbären vor. An Fischen findet man in den Fjorden der Davis-Straße vor allem Wandersaiblinge.

## Tourismus
Für den Akshajuk-Pass gilt als beste Tourenzeit mit Skiern oder dem Motorschlitten das späte Frühjahr, wenn die maximale Kälte vergangen ist. Fußwanderungen werden ab Mitte Juli bis Ende August empfohlen. Zu beachten ist dabei, dass der Zugang zur Nordseite von Qikiqtarjuaq aus früher zufriert und später aufbricht als der Zugang zur Südseite von Pangnirtung aus. Parks Canada hat Schutzhütten in Tagesmarsch-Abständen aufgestellt.